# Iglesia de San Juan Bautista (Toodyay, 1963)
La Iglesia de San Juan Bautista (en inglés: St John the Baptist Church) es una iglesia católica en Toodyay, Australia Occidental, en Australia, que forma parte de un grupo de edificios de la iglesia. Fue construida y consagrada en 1963. Es la segunda iglesia del mismo nombre, en sustitución de la construida en 1863, en la misma calle. El edificio antiguo se encontraba en mal estado, y en 1963, cuando la línea de ferrocarril de vía estándar también llegó a las proximidades, se tomó la decisión de cambiar de lugar el templo. Después de una recaudación de fondos y el apoyo de las empresas locales, la iglesia fue inaugurada oficialmente el 17 de noviembre de 1963 con la bendición de M. McKeon, obispo auxiliar de Perth. El altar y el tabernáculo de la nueva iglesia fueron donados por la finca O'Connor. Una placa de bronce, transferida de la antigua iglesia, conmemora la contribución de la familia Quinlan.